# Мухаметов, Фанис Вагизович
Фанис Вагизович Мухаметов (тат. Фәнис Вагиз улы Мухаметов) — государственный деятель. С 28 апреля 2025 года исполняющий обязанности главы Бугульминского района и города Бугульма.

## Биография
Родился в Куйбышевском районе ТАССР. Окончил Казанский сельскохозяйственный институт им. М. Горького, Казанский государственный энергетический университет.
С 1987 по 1995 гг. — главный агроном в колхозе им. Тельмана.
С 1995 по 1998 гг. — председатель колхоз «Звезда», Спасский район РТ.
С 1998 по 2002 гг. — директор ОАО «Агрохимсервис» Бугульминского района РТ.
С 2002 по 2006 гг. — заместитель главы администрации г. Бугульма; начальник управления сельского хозяйства.
С 2006 по 2007 гг. — директор ООО «Бугульма-овощ», ЗАО «Татплодовощпром».
С 2007 по 2009 гг. — директор СХ ООО «Сувар».
С 2009 по 2010 гг. — начальник транспортного филиала ОАО «ТЭФ Каматранссервис».
С октября 2010 г. — заместитель главы Бугульминского района РТ.
С 1999 по 2004 гг. — депутат Бугульминского объединенного Совета народных депутатов.
С апреля 2025 г. — исполняющий обязанности главы Бугульминского района РТ.
Государственный советник третьего класса.
Награжден медалями «В память 1000-летия Казани», «За заслуги в проведении Всероссийской переписи населения», ведомственный наградной значок МЧС России «За заслуги», памятной медалью президента РФ за вклад в подготовку и проведение XXVII Всемирной летней универсиады 2013 года, благодарственным письмом председателя Госсовета РТ, почетной грамотой главы Бугульминского района РТ, почетной грамотой председателя Совета муниципальных образований РТ, медалью Республики Татарстан «За доблестный труд» (2025 г.).